# Bulbophyllum rubrolabellum
Bulbophyllum rubrolabellum là một loài thực vật thuộc họ Orchidaceae là loài đặc hữu của Đài Loan. Nó được mô tả khoa học lần đầu năm 1975 bởi Tsan Piao Lin trong bài Taiwania: Science Reports of the National Taiwan University, và là basionym để Ying xem là loài B. odoratissimum var. rubrolabellum (T.P.Lin) S.S.Ying năm 1990.